# Negret (mitologia)
En la mitologia catalana, un negret és un follet de baixa estatura i de pell fosca que si és tocat amb una candela per un mortal es converteix instantàniament en valuoses monedes. A Sóller n'hi ha una rondalla anomenada «Es negret de sa coma».